# Arothron firmamentum
Arothron firmamentum, tên thông thường là cá nóc sao, là một loài cá biển thuộc chi Arothron trong họ Cá nóc. Loài này được mô tả lần đầu tiên vào năm 1850.

## Phân bố và môi trường sống
A. firmamentum có phạm vi phân bố rải rác ở các đại dương lớn trên thế giới. Ở Tây Bắc Thái Bình Dương, loài này được tìm thấy từ Hàn Quốc và Nhật Bản, trải rộng đến phía đông Trung Quốc và đảo Đài Loan; ở phía nam, A. firmamentum có mặt ở khắp New Zealand và bờ đông của Úc: từ phía nam bang Queensland, dọc theo bờ biển bang New South Wales đến phía đông bang Victoria và Tasmania (trừ phía bắc). A. firmamentum cũng đã được ghi nhận ở ngoài khơi bờ biển phía nam Nam Phi. Một mẫu vật của A. firmamentum đã được ghi nhận ở phía tây nam Đại Tây Dương, thuộc bờ biển Argentina, nhưng không rõ có một quần thể nào của chúng ở đó hay không. A. firmamentum sống xung quanh các rạn san hô ở thềm lục địa và các dốc ngầm, độ sâu khoảng 365 m trở lại.

## Mô tả
A. firmamentum trưởng thành có kích thước khoảng 43 cm. Cơ thể thuôn dài. Đầu tròn. Đầu và thân có màu từ xanh thẫm đậm đến màu nâu tím với nhiều đốm trắng; trừ vùng bụng màu trắng nhạt và không có đốm. Cơ thể được phủ đầy những gai nhỏ. Các vây có màu nâu sẫm đến nâu đỏ.
Số gai ở vây lưng: 0; Số tia vây mềm ở vây lưng: 13 - 15; Số gai ở vây hậu môn: 0; Số tia vây mềm ở vây hậu môn: 13 - 15; Số tia vây mềm ở vây ngực: 15 - 17.
Cũng như những loài cá nóc khác, A. firmamentum có khả năng sản xuất và tích lũy các độc tố như tetrodotoxin và saxitoxin (chủ yếu) trong da, tuyến sinh dục và gan. Mức độ độc tính khác nhau tùy theo từng loài, và cũng phụ thuộc vào khu vực địa lý và mùa.
A. firmamentum là loài ăn tạp. Thức ăn của chúng là các loài động vật giáp xác và động vật không xương sống ở tầng đáy (có thể bao gồm cả san hô). Loài này dường như không ăn cá. A. firmamentum thỉnh thoảng cũng được đánh bắt nhằm mục đích thương mại cá cảnh, và được xem là một loài cá tạp ở Úc và New Zealand.